# Erkältungsbalsam
Erkältungsbalsam ist eine nicht exakt definierte Bezeichnung für Salben oder Cremes mit pflanzlichen Bestandteilen (insbesondere ätherischen Ölen) zur kutanen oder inhalativen Anwendung bei Erkältung. Der Begriff wird von verschiedenen Herstellern genutzt um (rezeptfreie) Erkältungsmittel zu vermarkten.  
Für einen medizinischen Nutzen von Phytotherapeutika bei chronischer oder akuter Rhinosinusitis (Erkältung) gibt es keine wissenschaftlichen Belege. Auch hat, entgegen dem subjektiven Eindruck, der Zusatz ätherischer Öle bei der Inhalation keine nachgewiesenen klinischen Effekte.

## Inhaltsstoffe
Erkältungsbalsame enthalten ätherische Öle wie Eukalyptusöl, Nadelholzöle (Kiefernadelöl, Fichtennadelöl), Pfefferminzöl bzw. Einzelkomponenten wie Levomenthol und Campher. Die Grundlage der halbfesten Zubereitungen ist beispielsweise Vaseline.

## Anwendung
Beim Auftragen auf die Haut verdampfen die leicht flüchtigen ätherischen Öle und werden eingeatmet, wodurch sie in den Bronchialtrakt gelangen. Zur direkten Inhalation wird der Erkältungsbalsam in heißem Wasser gelöst und der Dampf eingeatmet. Einen ähnlichen Mechanismus haben Erkältungsbäder.
Der Geruch von Erkältungsbalsamen kann als unangenehm empfunden werden. Ätherische Öle zur Anwendung bei Husten sind mit einer hohen Rate an Nebenwirkungen verbunden, einschließlich Haut- und Schleimhautreizungen. Bei Säuglingen und Kleinkindern ist die Anwendung von ätherischen Ölen wegen der unzuverlässigen Wirksamkeit und einer eventuellen Verschlechterung des Zustandes durch einen Laryngospasmus oder zentrale Erregung problematisch.